# Wilfred Clement Von Berg
Wilfred Clement Von Berg, né le 21 octobre 1894 à Croydon et mort le 7 juillet 1978, est un architecte britannique.
Travaillant sous les ordres des architectes principaux Reginald Blomfield, Edwin Lutyens et Charles Holden, il a œuvré à la conception de trente-neuf cimetières militaires, incluant le spacieux Bedford House Cemetery à Zillebeke près d'Ypres en Belgique, ou des cimetières bien plus modestes comme le Fontaine-Notre-Dame Crest Cemetery dans le département du Nord, en France.

## Cimetières conçus
- En Belgique, à Ypres et ses alentours :
  - Bedford House Cemetery et Tuileries British Cemetery à Zillebeke ;
  - Bleuet Farm Cemetery à Elverdinge ;
  - Colne Valley Cemetery à Boezinge ;
  - Dickebusch New Military Cemetery et Dickebusch New Military Cemetery Extension à Dikkebus ;
  - R.E. Farm Cemetery à Wijtschate ;
  - Track X Cemetery à Saint-Jean ;
  - Voormezeele Enclosures No.1 and No.2 et Voormezeele Enclosure No.3 à Voormezele ;
  - Ypres Town Cemetery Extension à Ypres.

- En France :
  - Fontaine-Notre-Dame Crest Cemetery à Fontaine-Notre-Dame, près de Cambrai dans le Nord ;
  - Proville British Cemetery à Proville, près de Cambrai ;
  - Le Vertannoy British Cemetery à Hinges, dans le Pas-de-Calais ;
  - Pernes British Cemetery à Pernes, dans le Pas-de-Calais ;
  - Railway Hollow Cemetery à Hébuterne, dans le Pas-de-Calais ;
  - Sains-lès-Marquion British Cemetery à Sains-les-Marquion, dans le Pas-de-Calais ;
  - Franvillers Communal Cemetery Extension à Franvillers, dans la Somme ;
  - Mailly-Maillet Communal Cemetery Extension à Mailly-Maillet, dans la Somme.

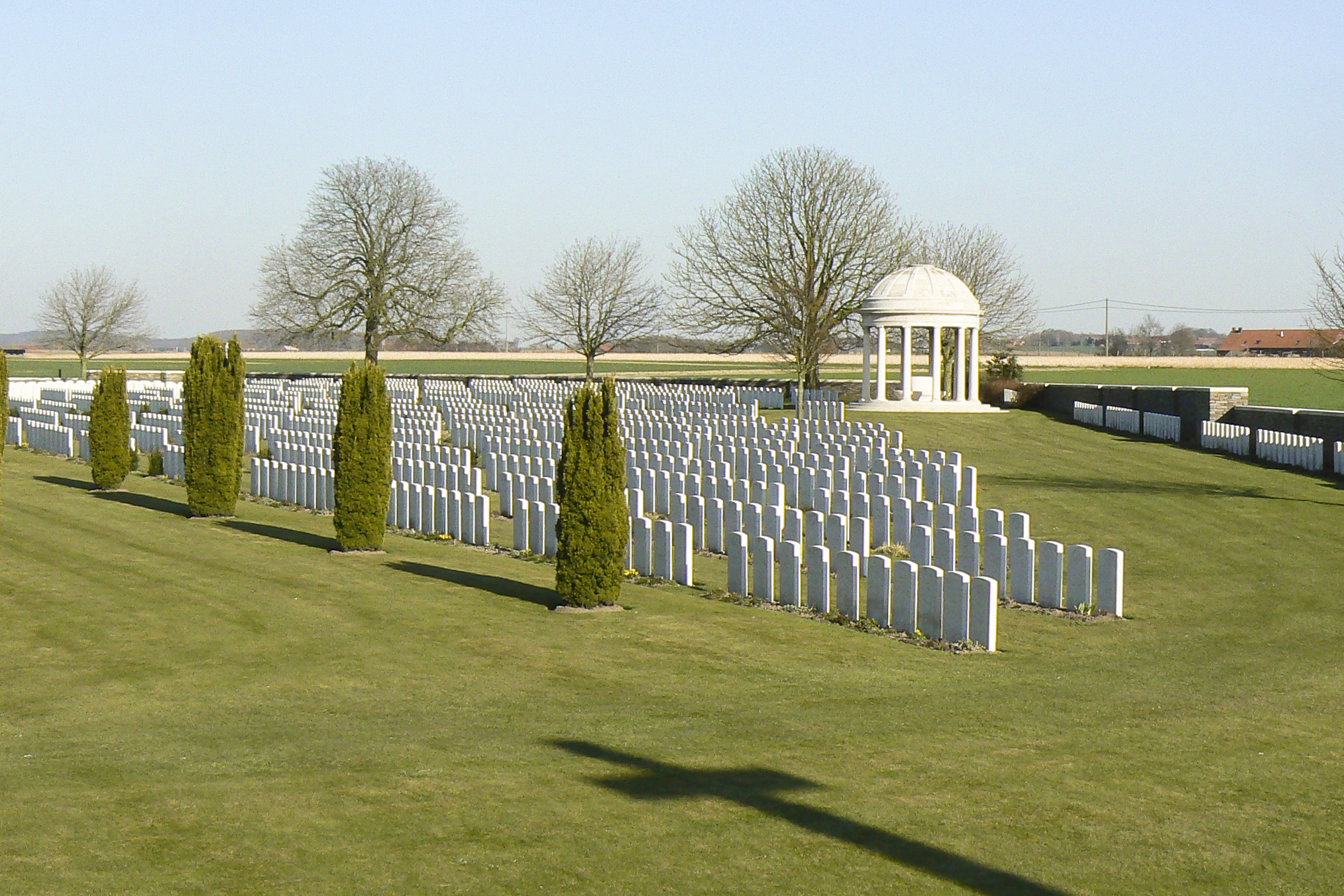
Bedford House Cemetery.
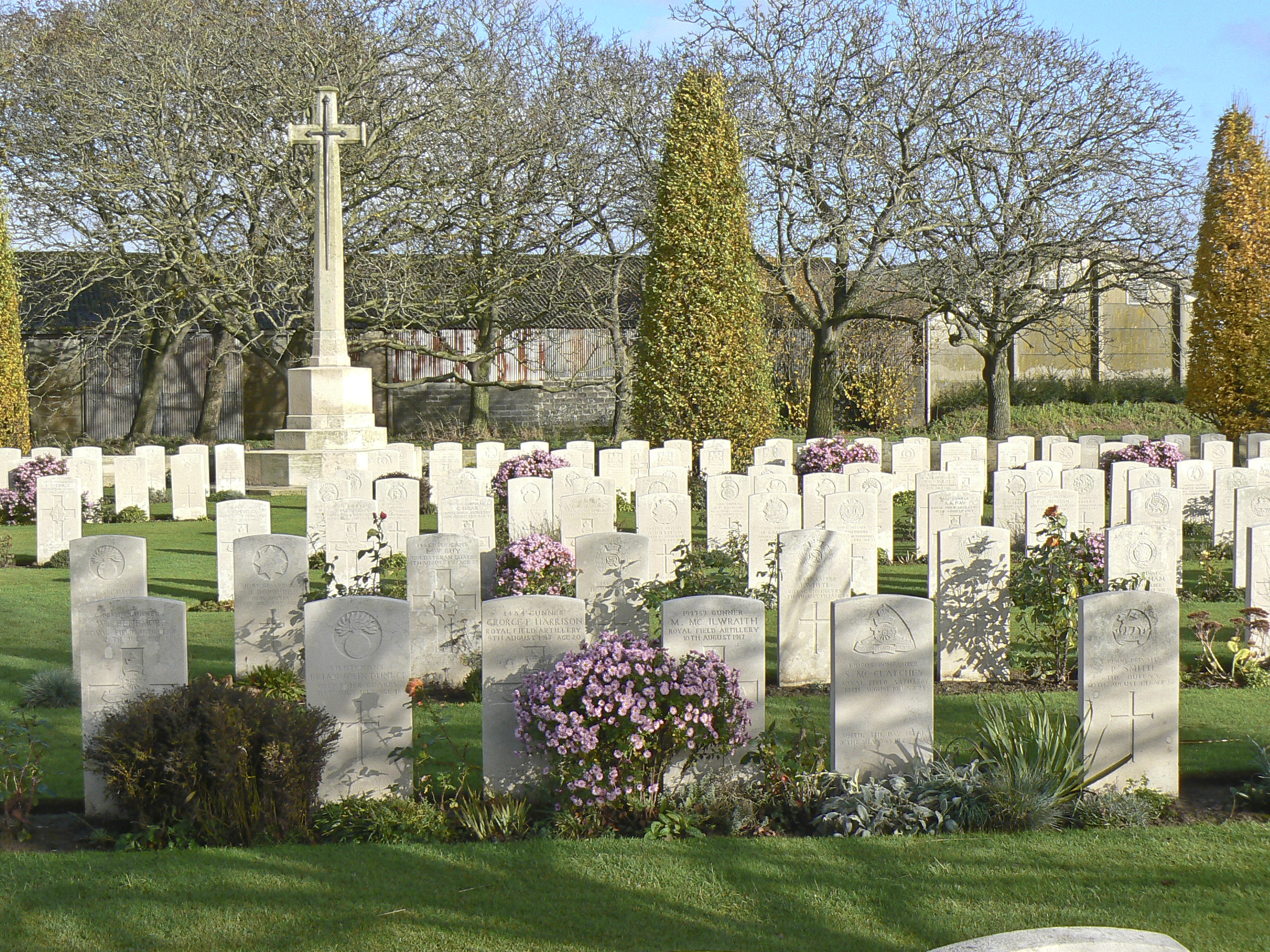
Bleuet Farm Cemetery.
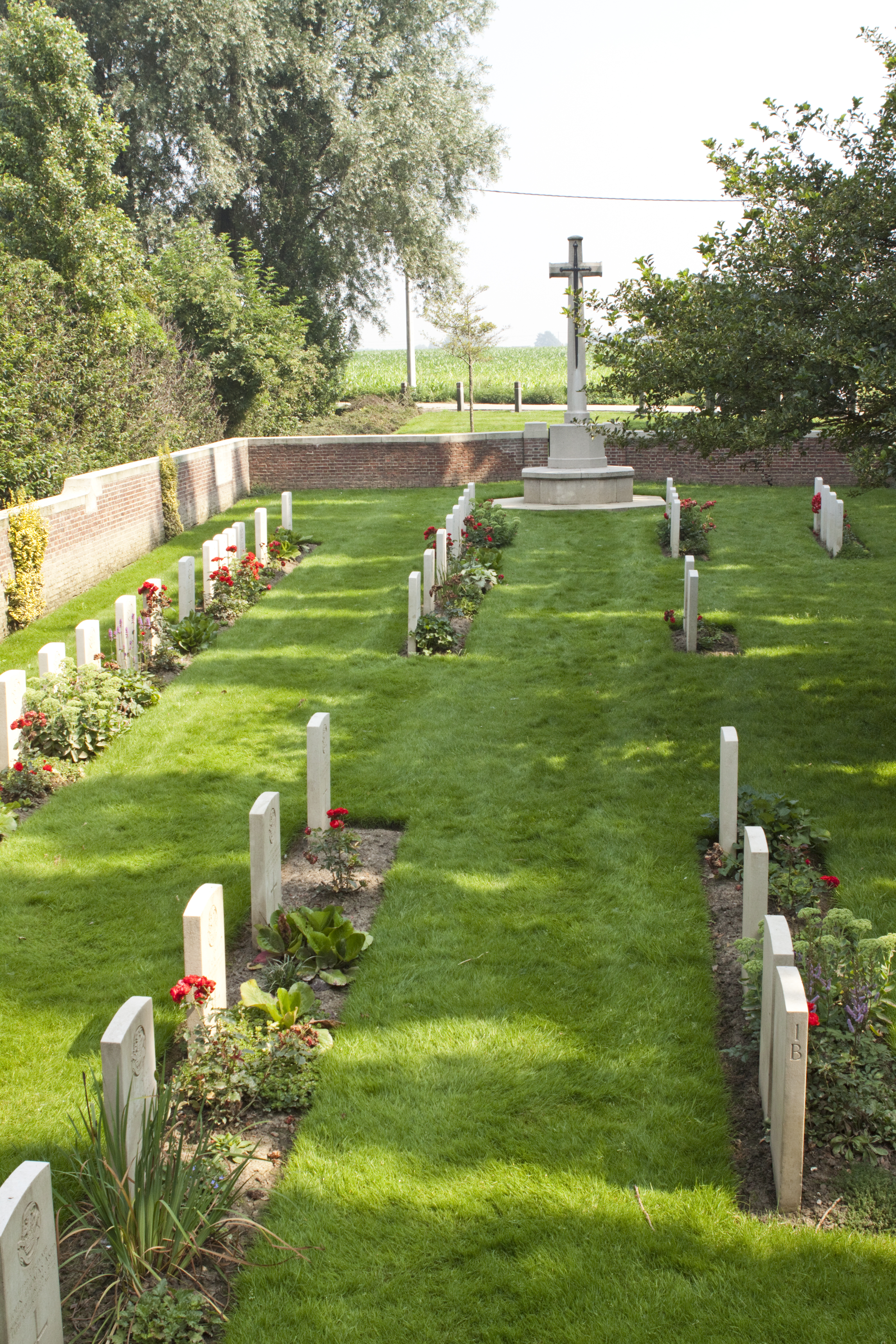
Colne Valley Cemetery.
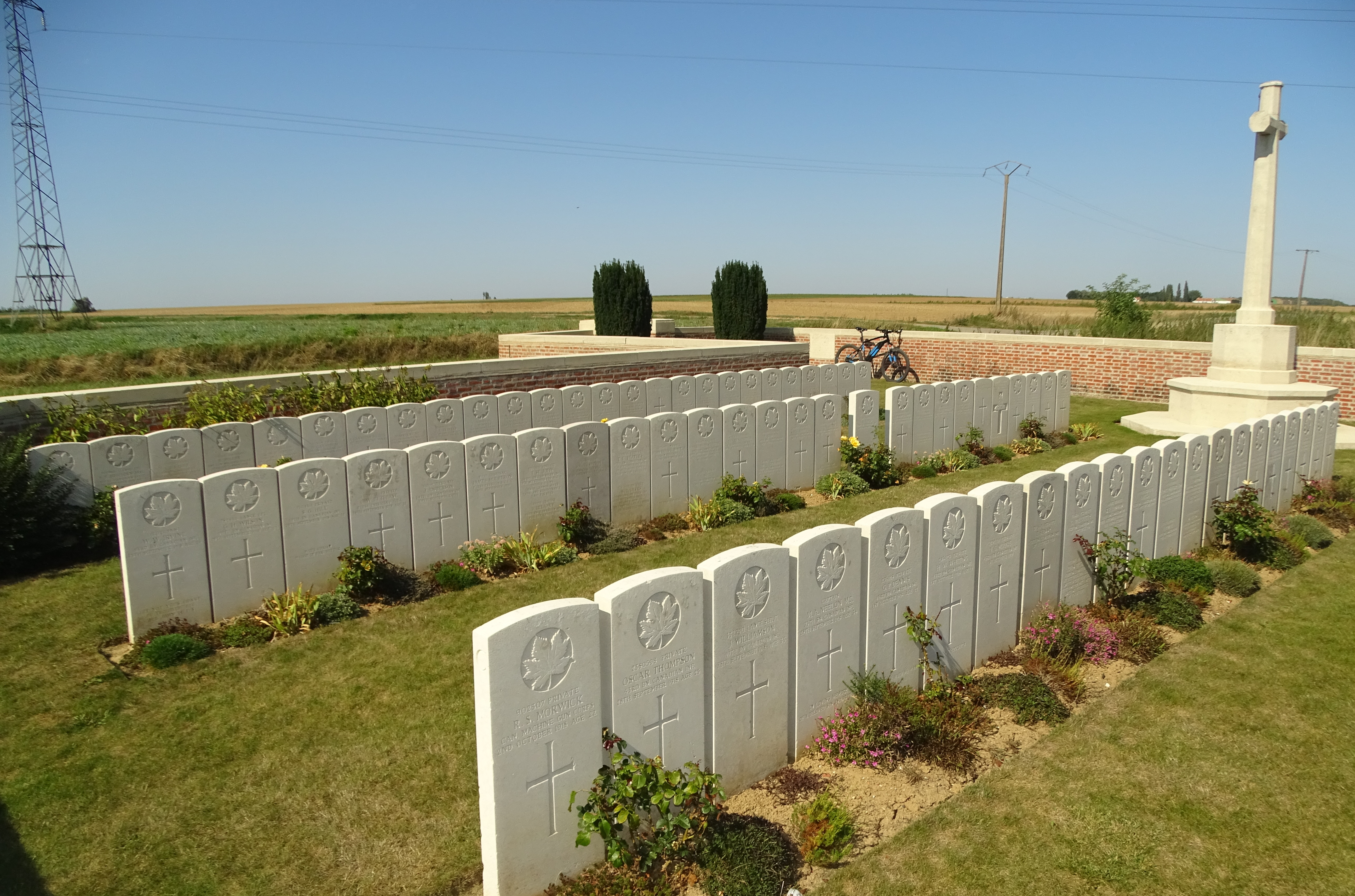
Fontaine-Notre-Dame Crest Cemetery.
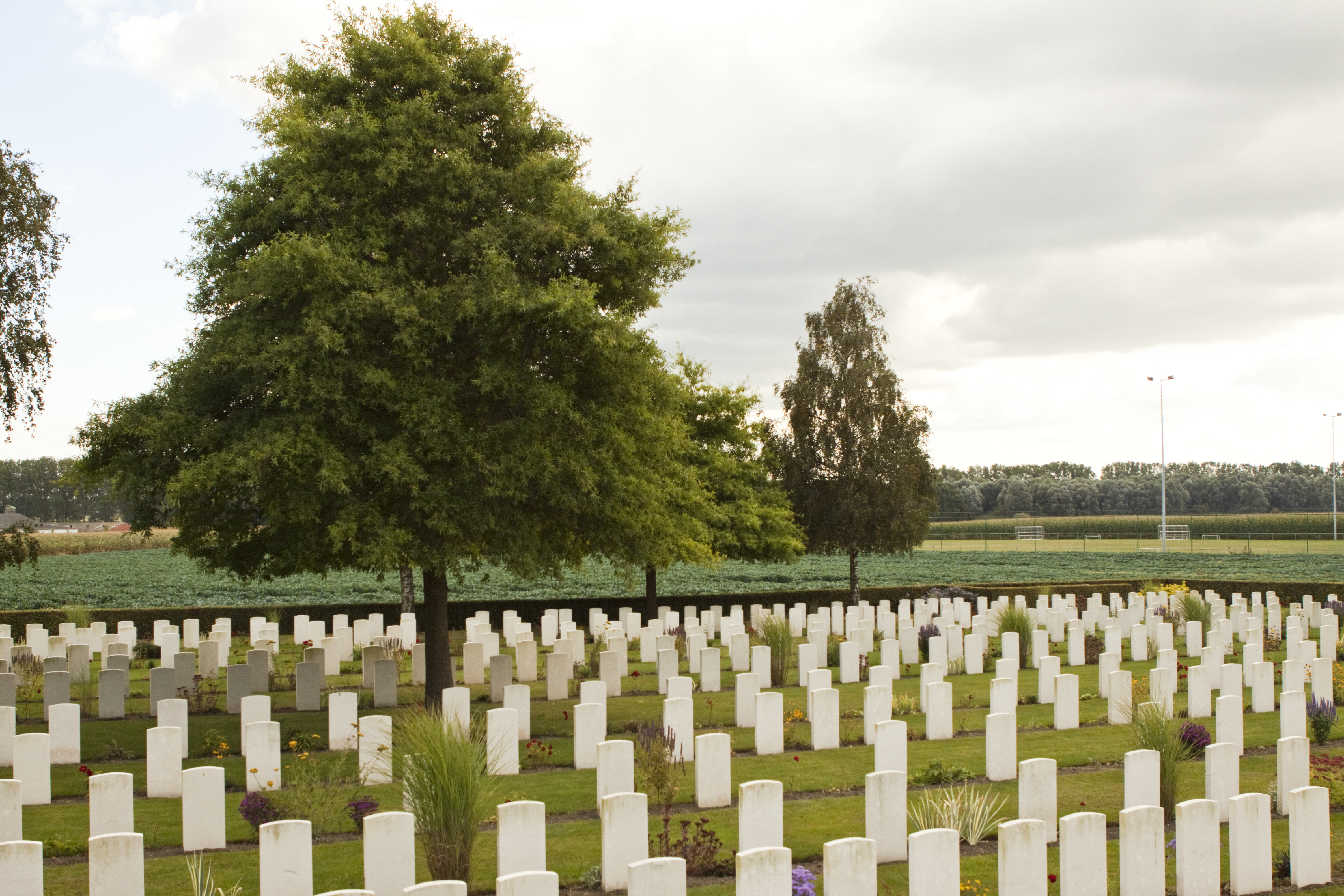
Dickebusch New Military Cemetery.
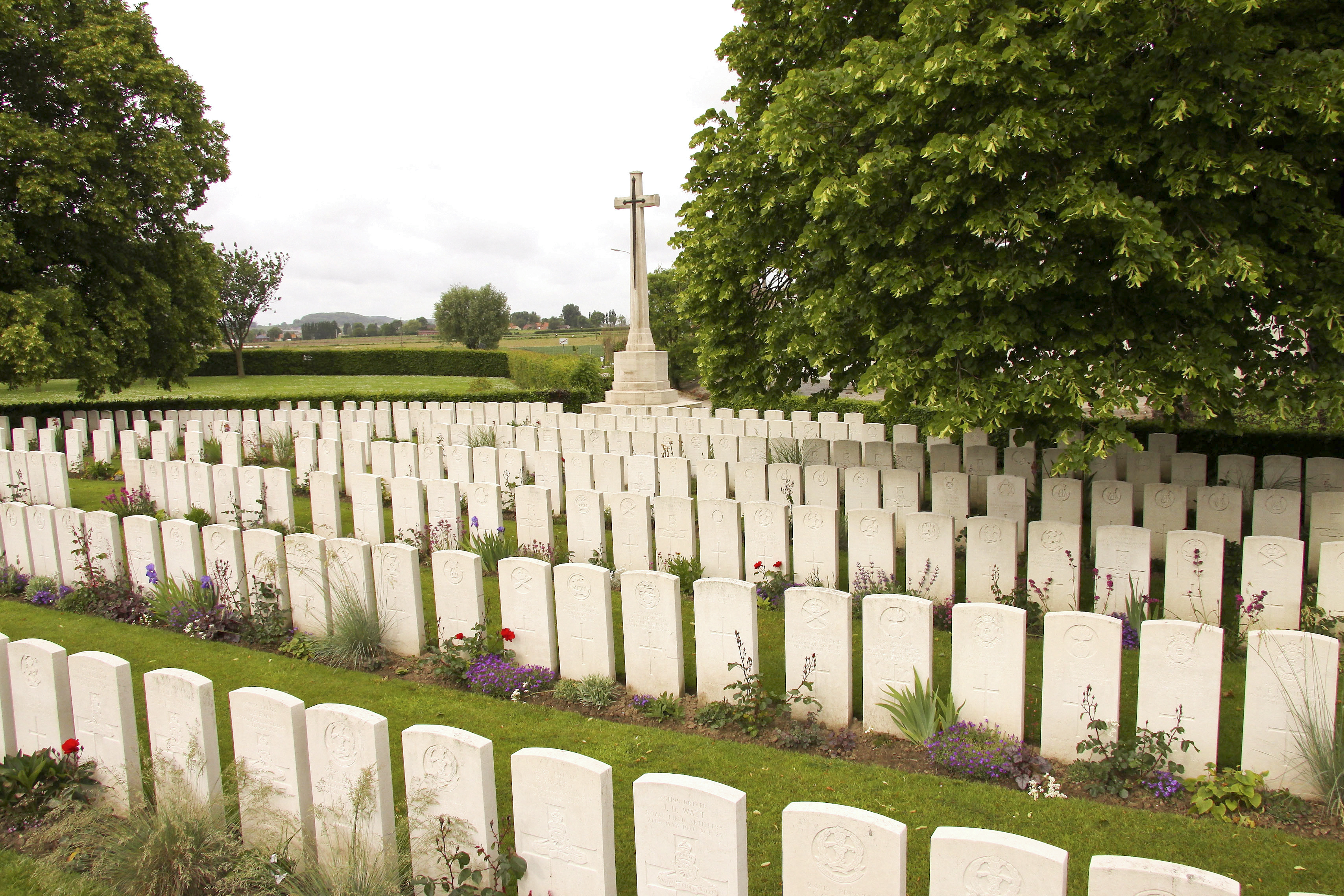
Dickebusch New Military Cemetery Extension.
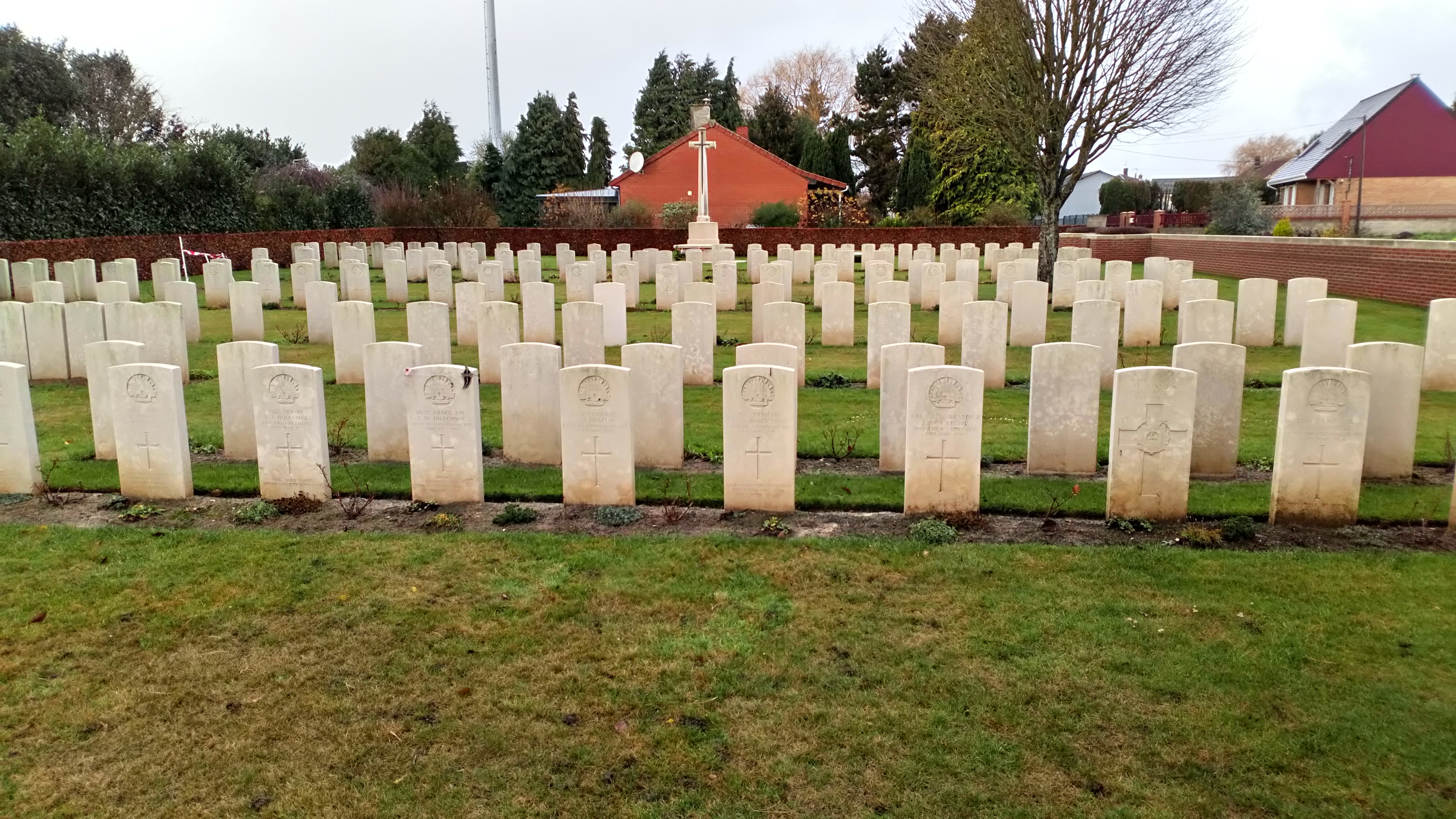
Franvillers Communal Cemetery Extension.
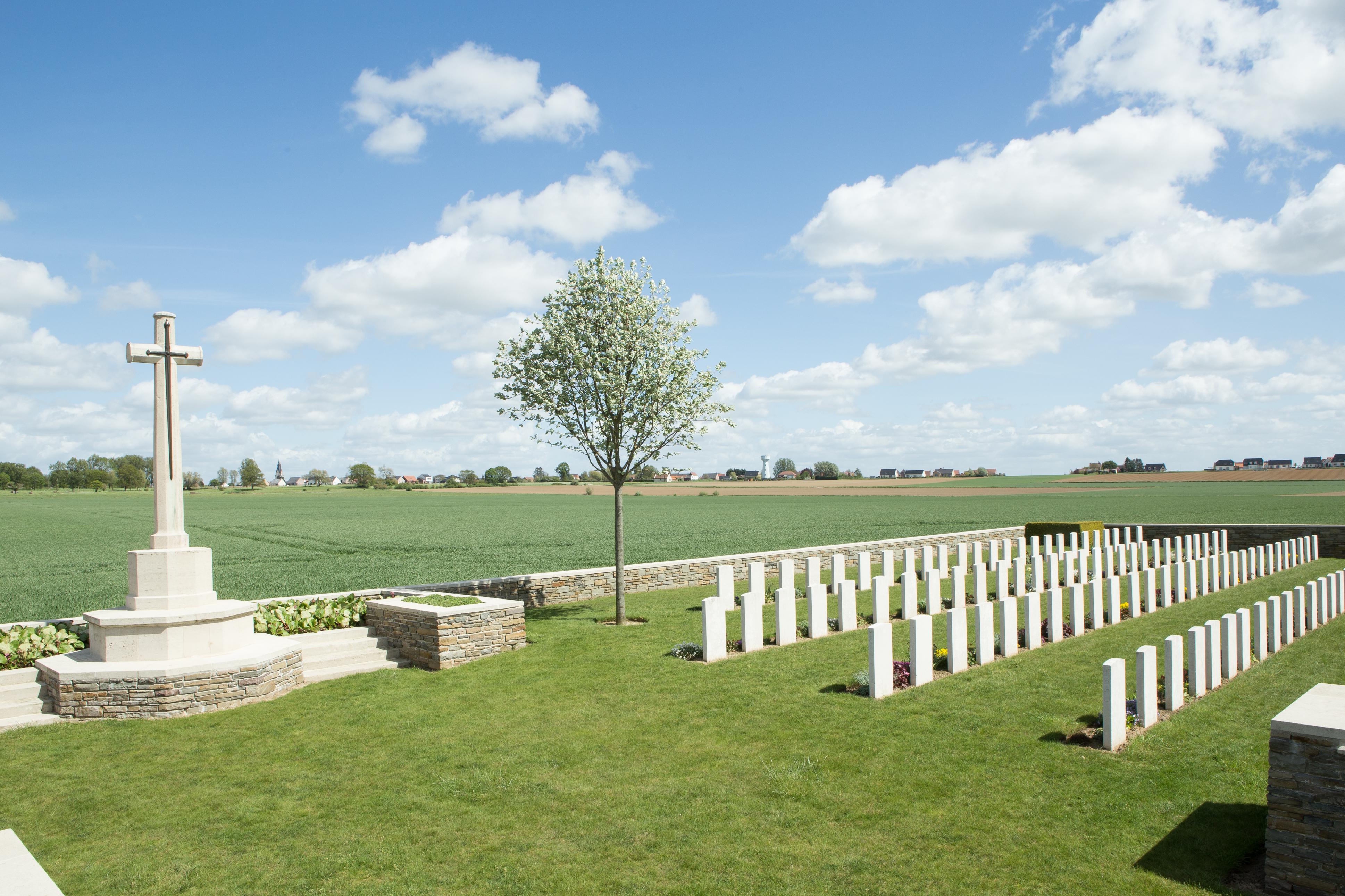
Le Vertannoy British Cemetery.
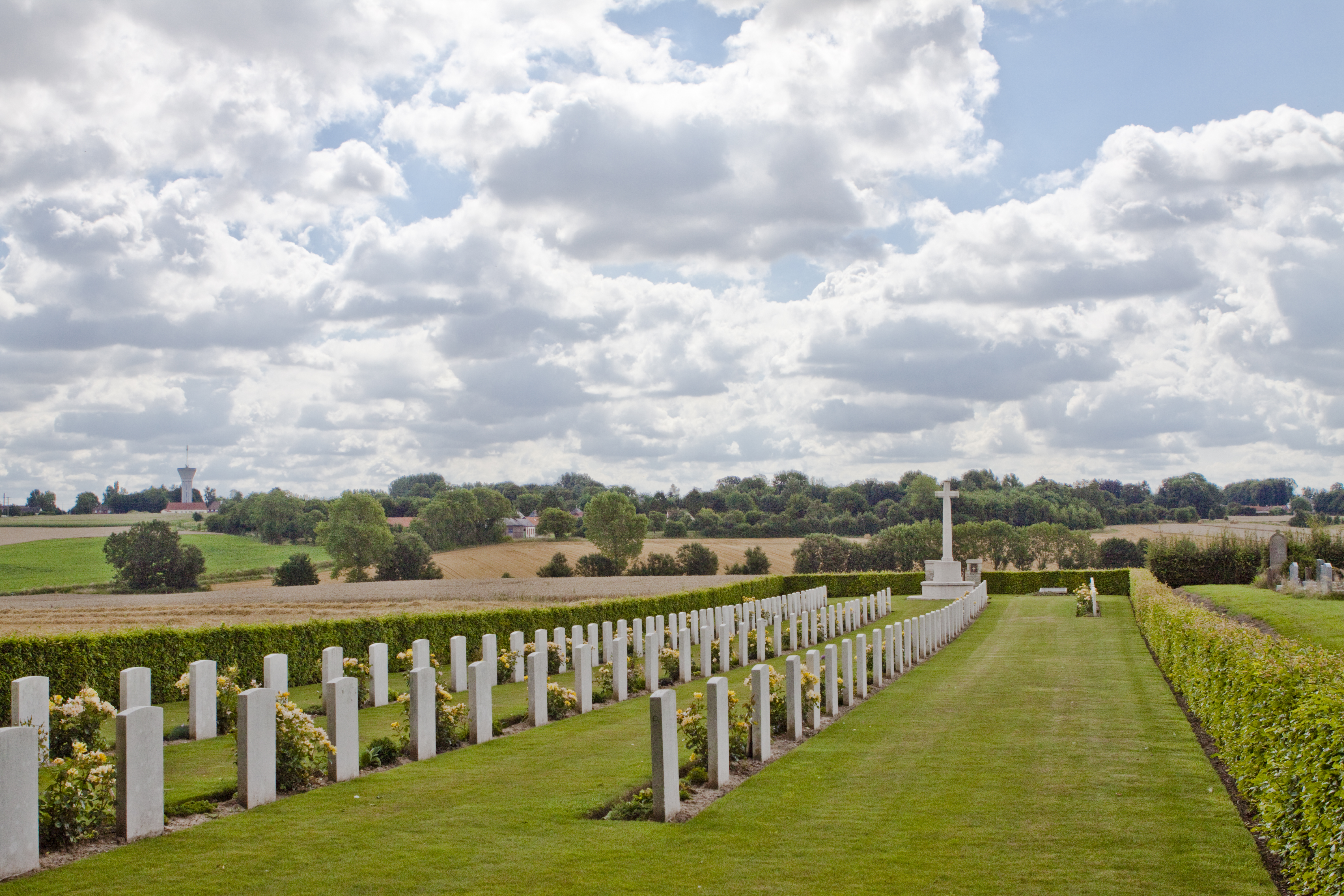
Mailly-Maillet Communal Cemetery Extension.
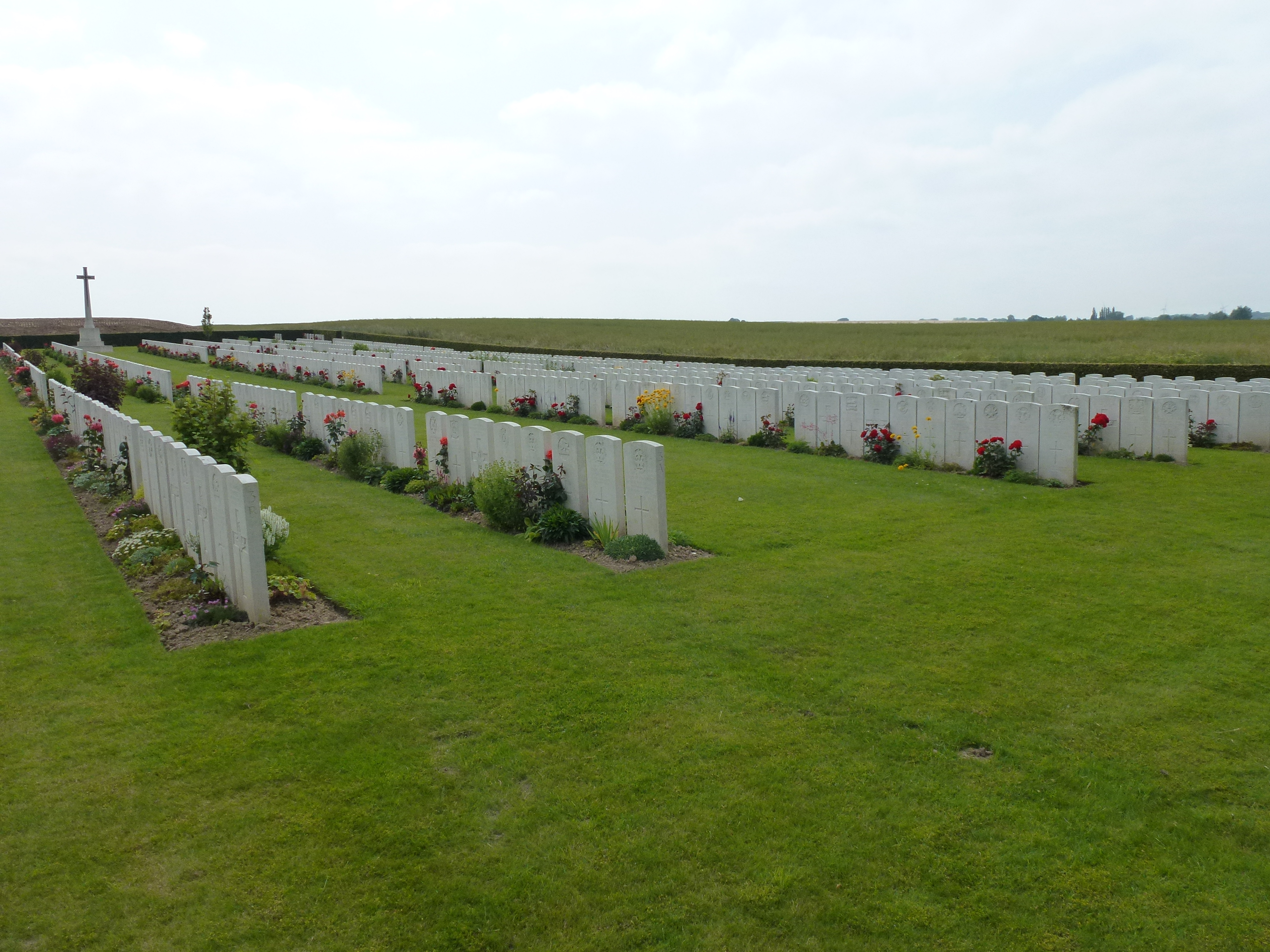
Pernes British Cemetery.
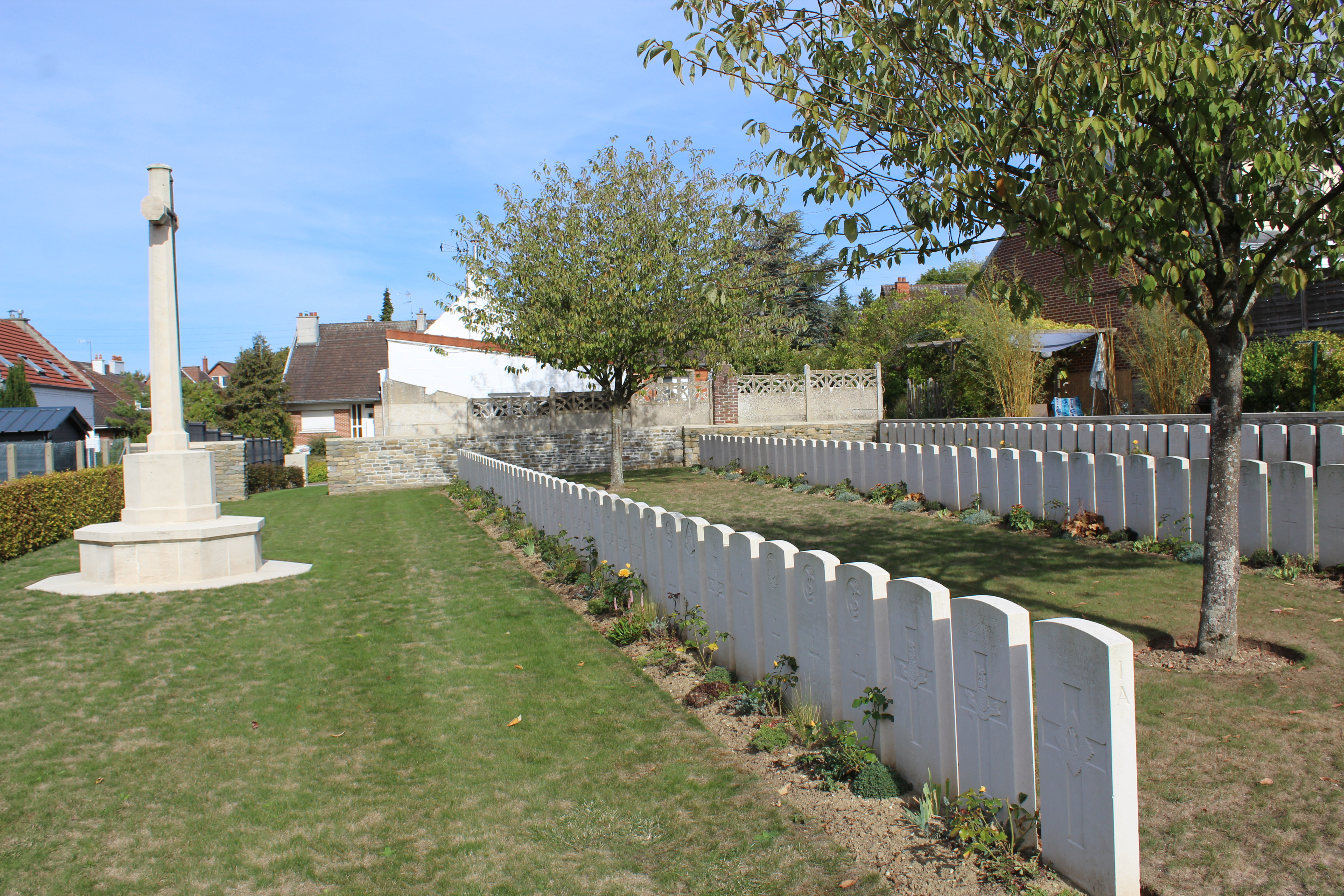
Proville British Cemetery.
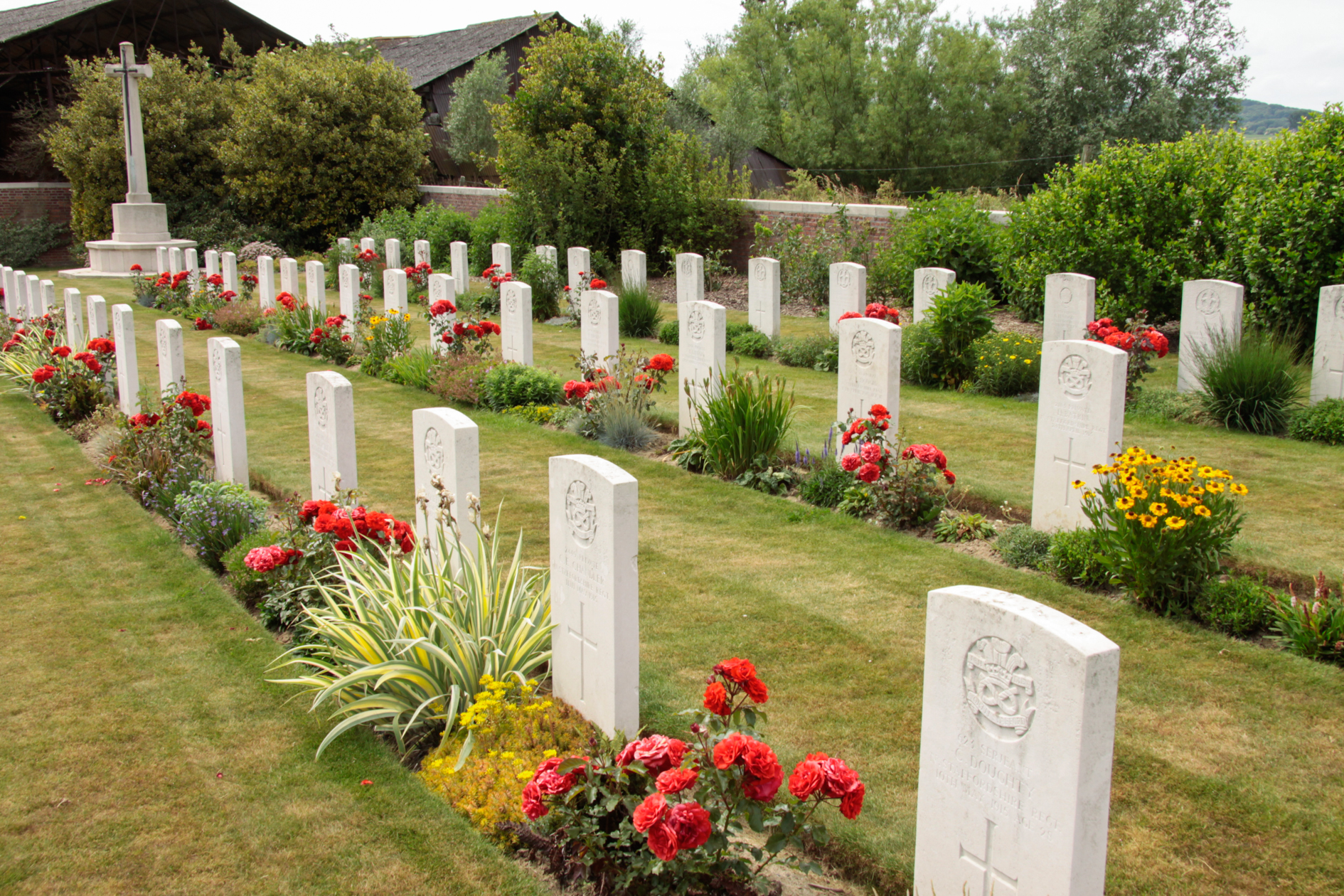
R.E. Farm Cemetery.
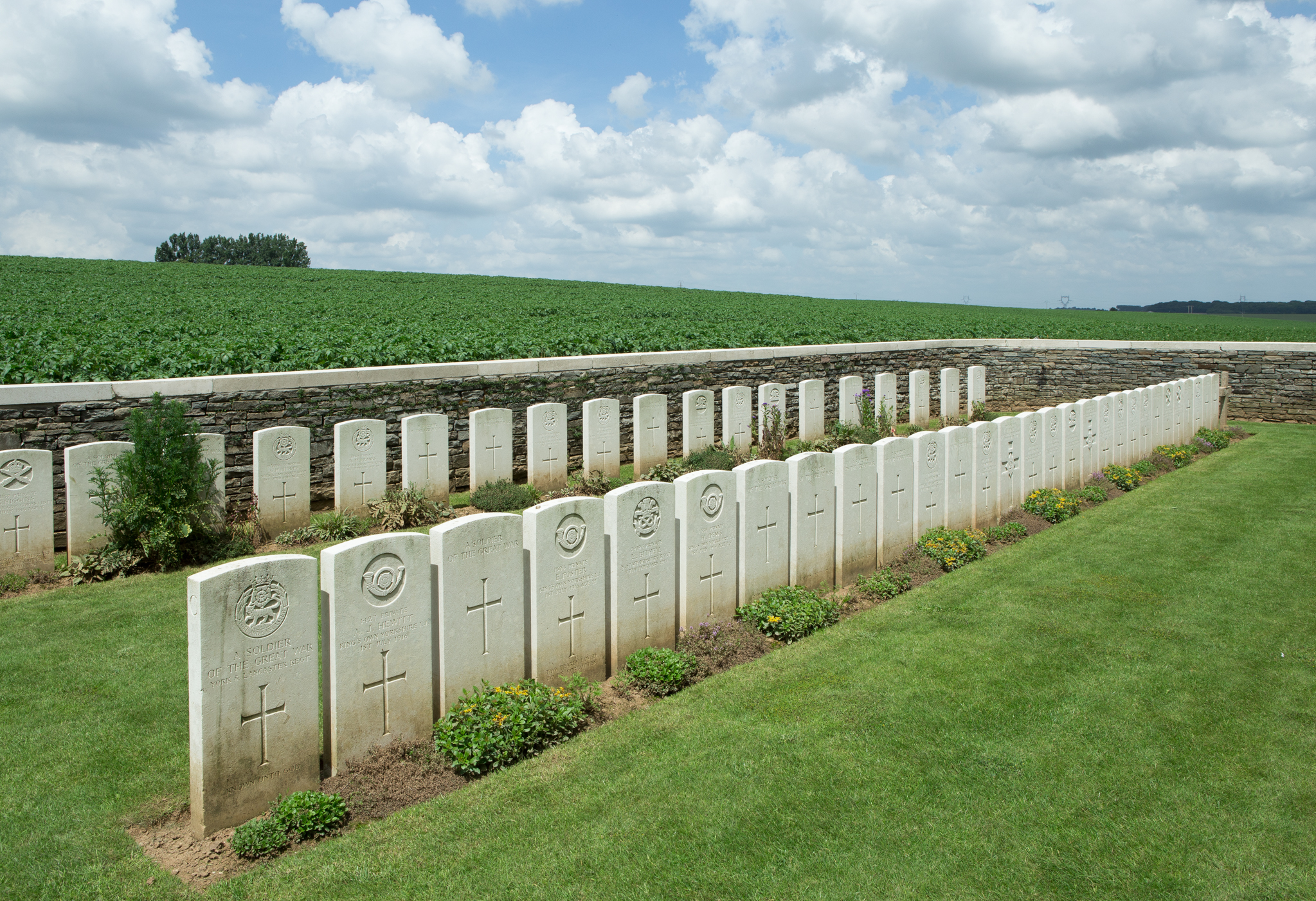
Railway Hollow Cemetery.
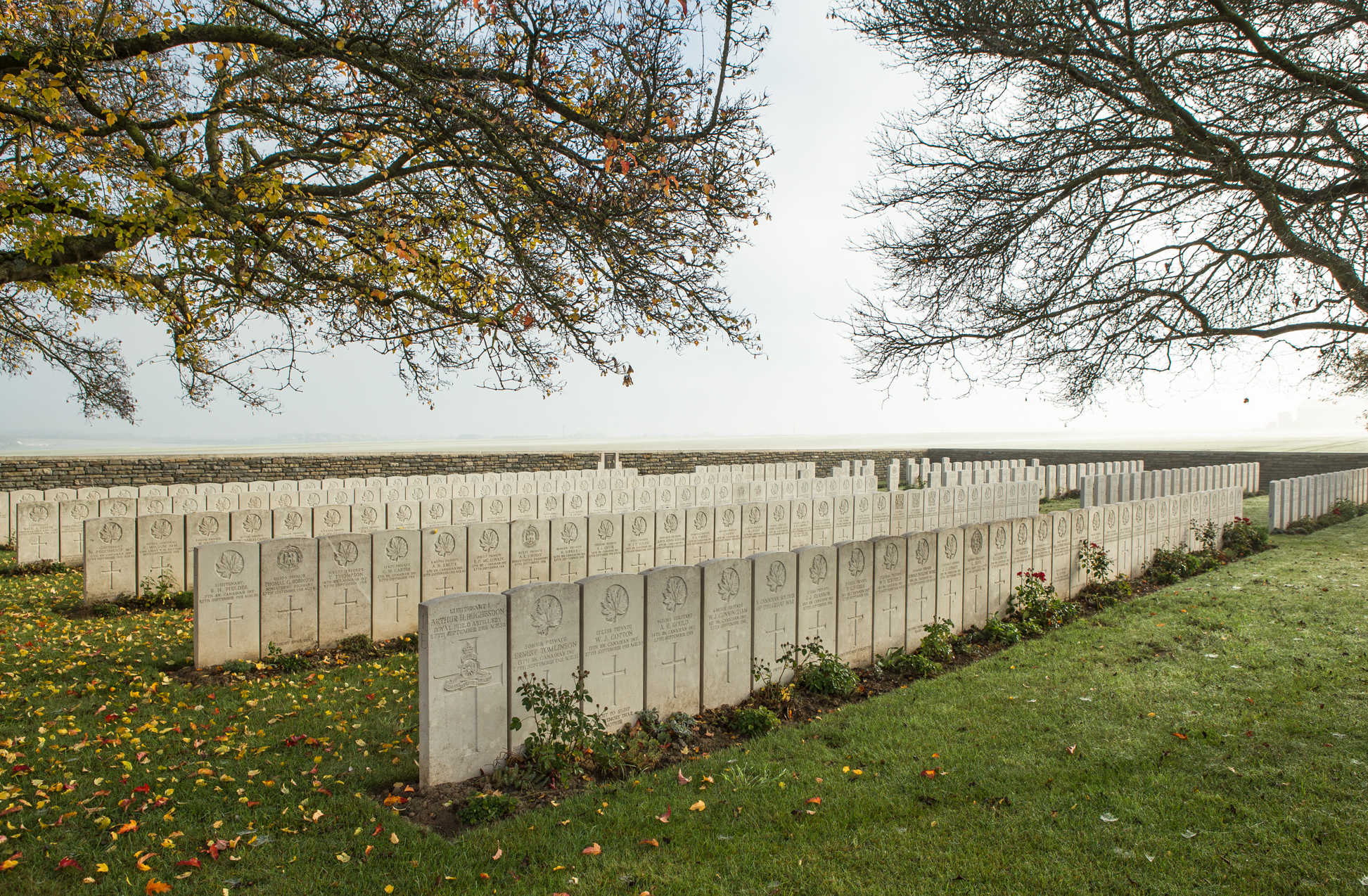
Sains-lès-Marquion British Cemetery.
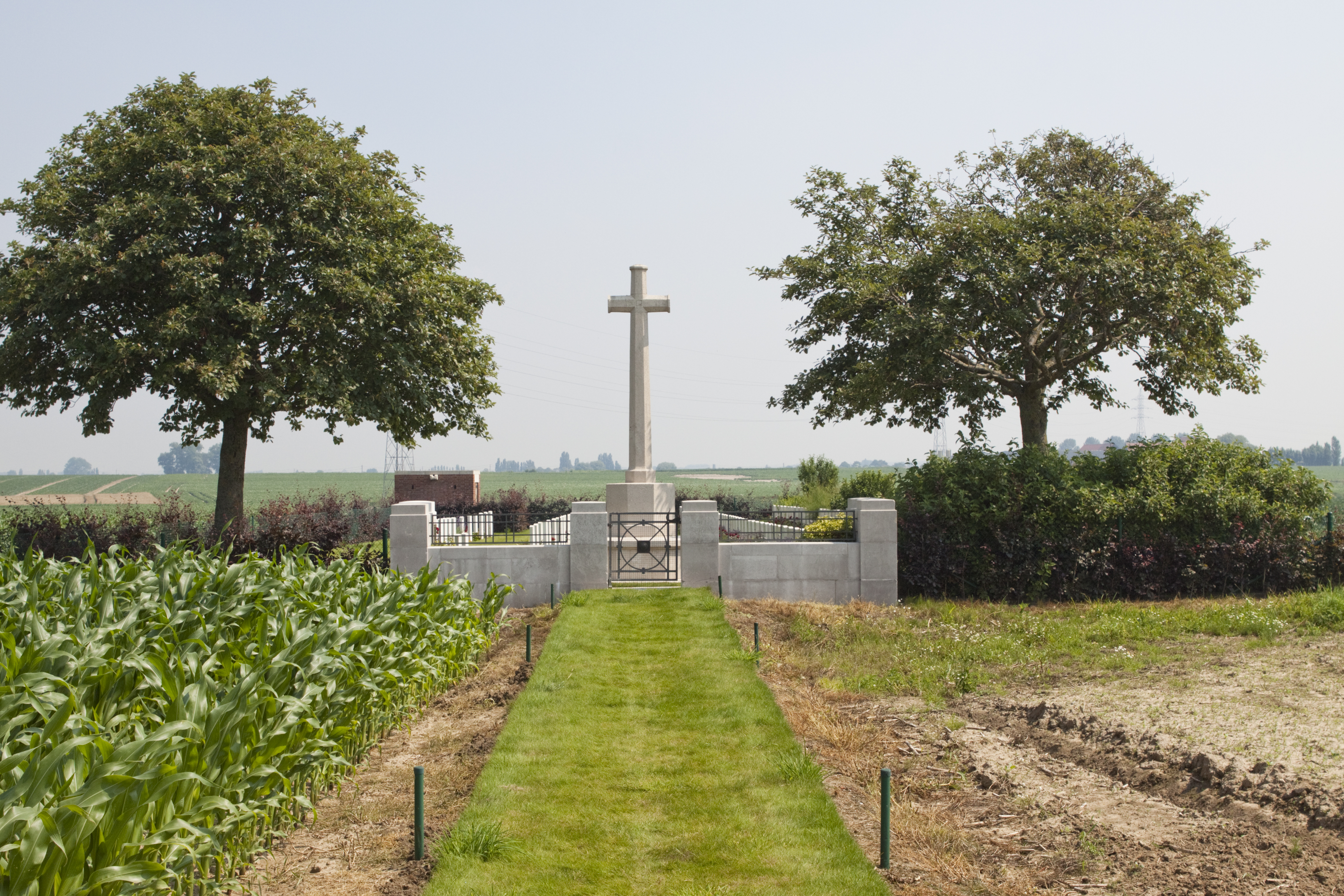
Track X Cemetery.
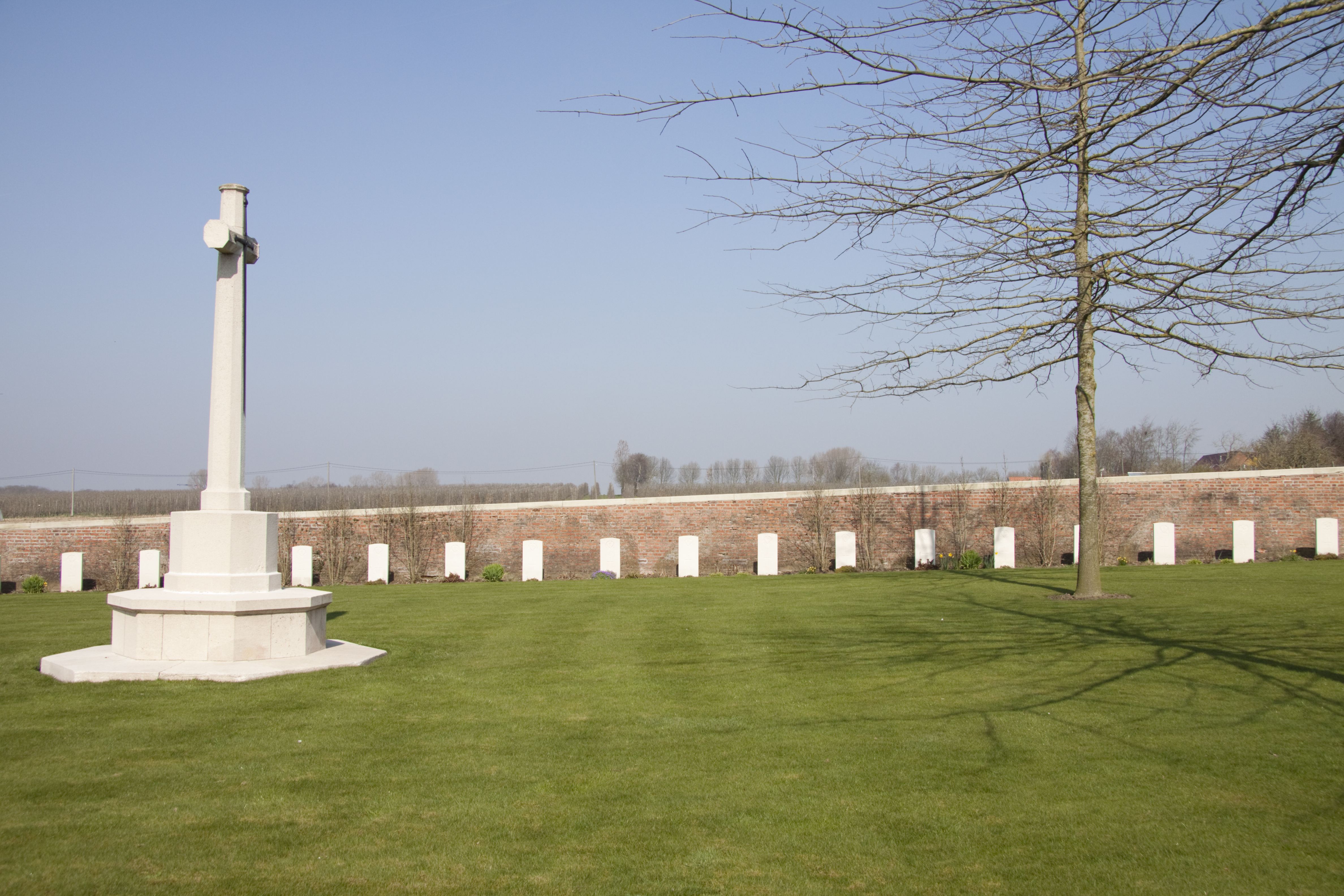
Tuileries British Cemetery.
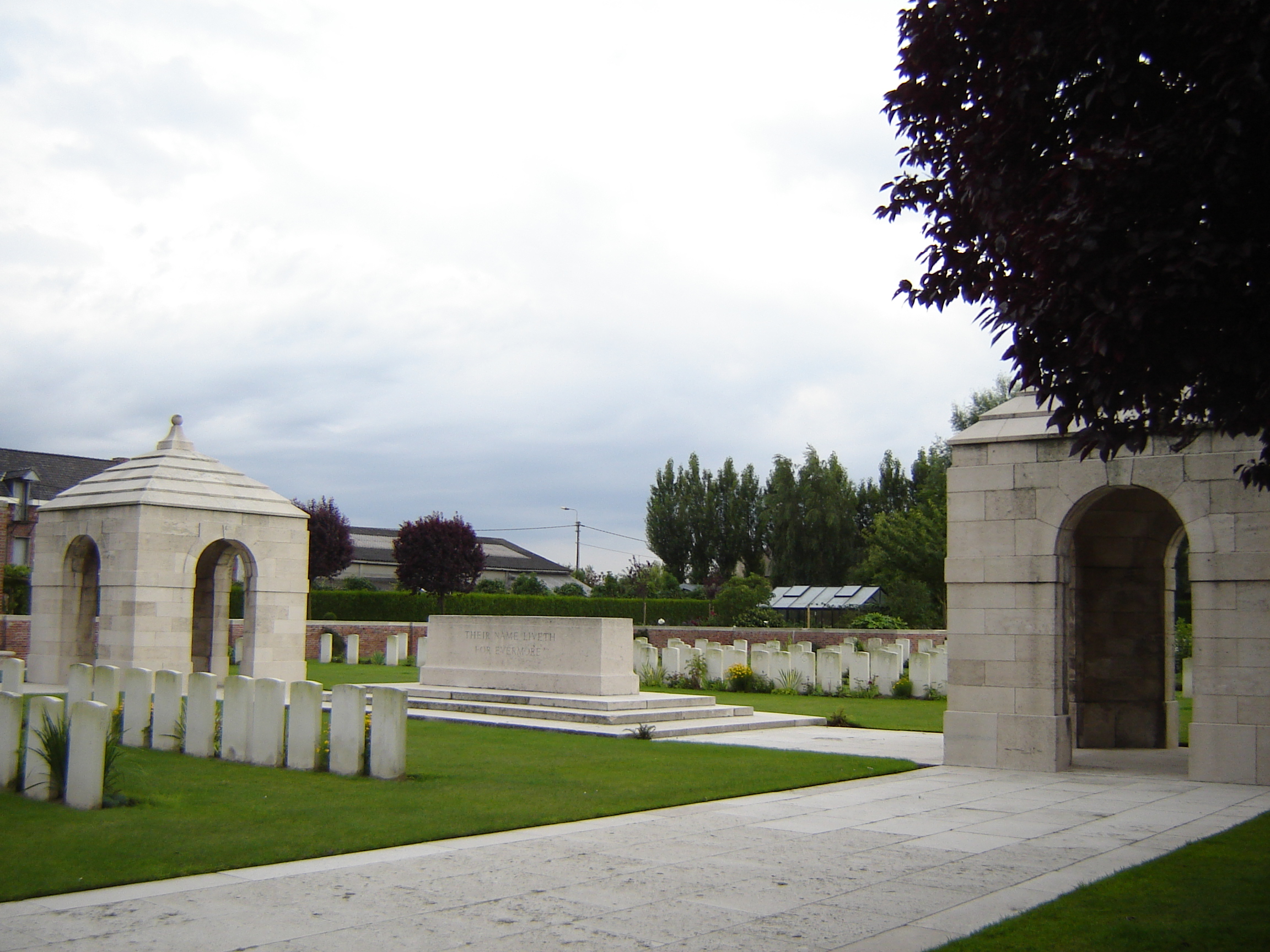
Voormezeele Enclosures No.1 and No.2.
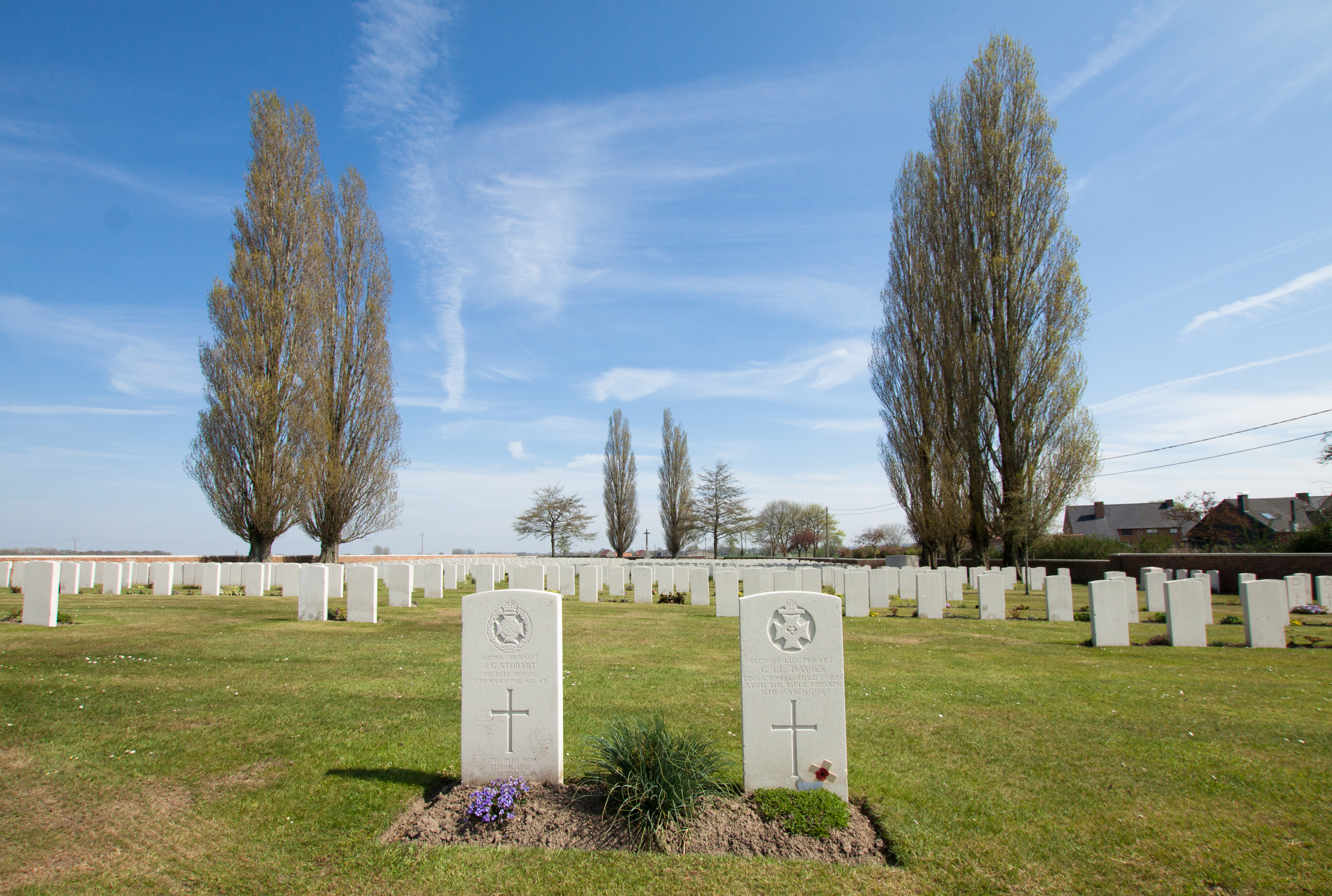
Voormezeele Enclosure No.3.
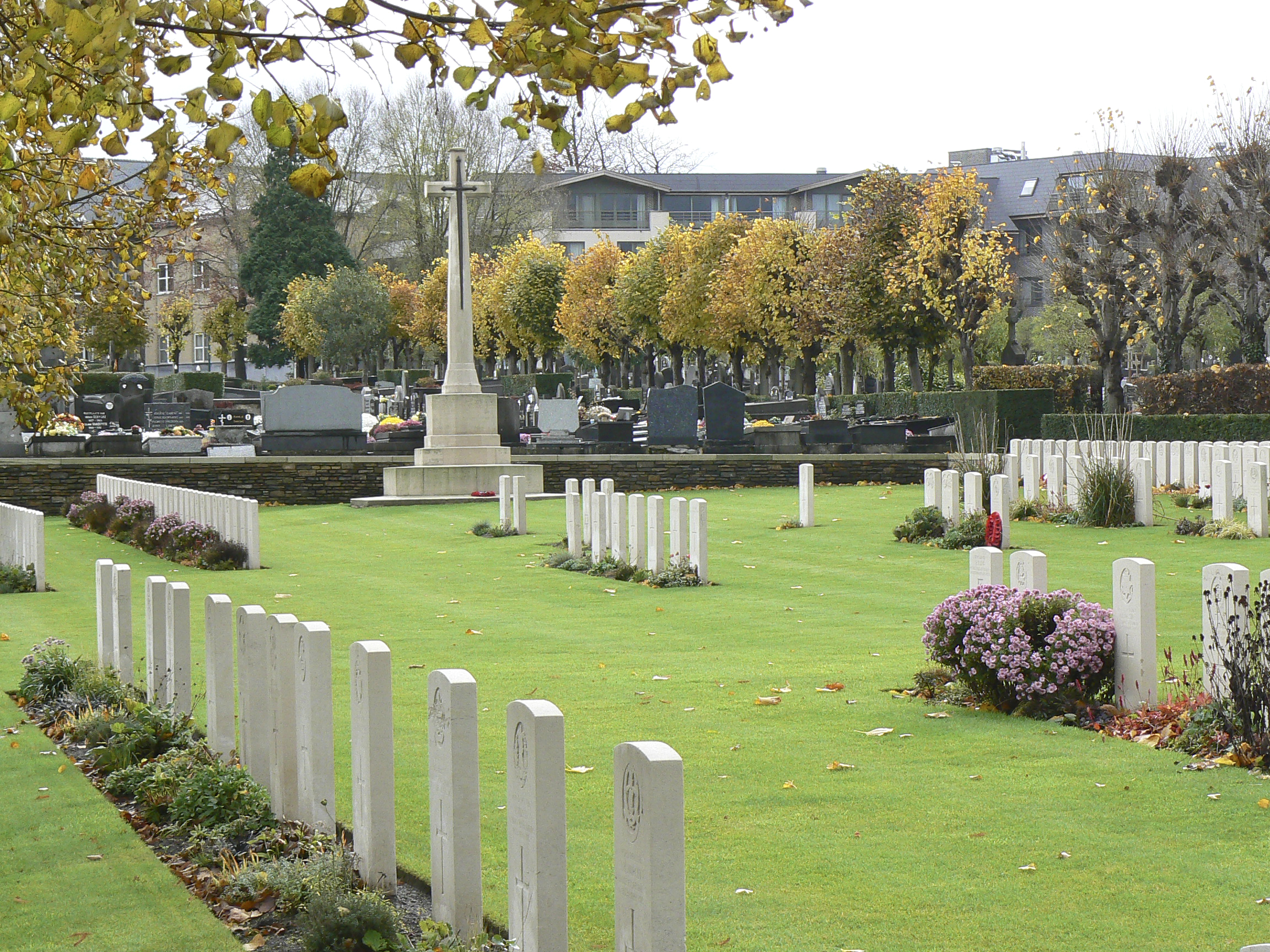
Ypres Town Cemetery Extension.